# Santuario de la Virgen de la Braña
El Santuario de la Virgen de la Braña es un santuario situado en el concejo de El Franco, en el occidente asturiano.

## Emplazamiento

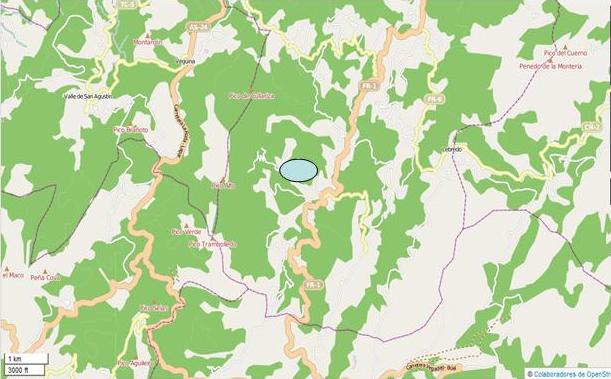
Plano de localización del Santuario de la Virgen de la Braña.

Adentrándose por la CN-634 en La Caridad (A Caridá), dirección Galicia, se gira a la izquierda tomando la carretera local FR-1 en dirección a Miudes, se pasa este pueblo y  y recorriendo por ella unos ocho km se llega directamente al Santuario. En su cultura destaca la construcción castreña.

## Historia
En el año 1795 la Parroquia de La Braña se separó de la de Miudes, a la que pertenecía. La iglesia de La Braña, que data del año 1700, es lo más destacado del pueblo. Parece ser que en el siglo IX ya existía una pequeña capilla donde se veneraba a la Virgen si bien no debía ser aquella imagen la artística y bella que se venera en la actualidad.
Hay una inscripción de los siglos IX o X, «procedente de alguna capilla anterior a la iglesia, leída por Emilio Hubner así: Obit Ia (cobus?) Micael cl(ericu) s III n(onas) Era ...II»
Además de las acepciones de «la braña» en el Diccionario Etimológico de la Lengua Castellana como zona de pastos, se encuentra la braña como originario del término céltico «brakna» (lugar húmedo).

## Estructura y arquitectura
La iglesia tiene planta de cruz latina, de una sola nave y dos capillas laterales y está coronada con una espadaña de tres huecos, con campanas en cada uno de ellos. La espadaña se construyó posteriormente, en el año 1896. La imagen de la Virgen de la Braña que preside el altar mayor de estilo dórico, es de una gran belleza. En una de las capillas laterales se encuentra una imagen de la Virgen de la Candelaria, de un gran valor histórico y artístico. En la cima del pórtico de entrada a la Iglesia existe otra imagen de la Virgen, en mármol, fruto de una donación del político Vicente Loriente.
Siguiendo la descripción de Pacual Madoz: «la iglesia parroquial bajo la advocación de Sta. María es de construcción moderna, bastante sólida y capaz; fue reparada en el año 1828 y siguiente a expensas de los partícipes de diezmos, y con varios donativos particulares. De esta misma época son el retablo y  efigies de bastante mérito artístico, que hay en la capilla mayor, cuya obra, fue costeada con los fondos destinados al culto de Ntra. Sra. de la Braña muy venerada por los habitantes de todo el país».
Debido al fuerte deterioro que sufría en santuario, los vecinos crearon en el año 2004 una asociación, «El Brañal», para la reconstrucción del templo pues se había hundido el techo y la situación era muy preocupante. A la financiación de estos trabajos se unieron el Ayuntamiento franquino, el Arzobispado y el Principado de Asturias. En el año 2005 comenzaron las obras realizando las tareas más urgentes: reparación de techo, saneado de instalación eléctrica y pintura interior del templo. En los dos años siguientes se acometieron los trabajos de dar una capa de mortero de hormigón a las fachadas, intentando siempre conservar la estructura original. Así pues, mientras se realizaban estas obras se descubrió un «ojo de buey» en la parte posterior y cuya misión era dar más luminosidad a la Virgen de la Braña. En el año 2008 se llevó a cabo la fase de recuperación de las antiguas puertas y la renovación del falso techo de los cabildos. Por último, en el año 2012 se concluyeron los trabajos poniendo un nuevo suelo de madera de castaño a todo el templo. La celebración de la «fiesta de las Candelas» del año 2013 se aprovechó para celebrar la conclusión de los trabajos.

## Favores y milagros
Tomando un camino lateral a la iglesia y ascendente, se encuentra una fuente llamada la fuente santa de la Virgen de la Braña a cuyas aguas se le atribuyen poderes milagrosos. Esta fuente está en el fondo de un pequeño valle, junto a un antiguo lavadero municipal que se conserva en muy buen estado. De esta fuente, a la que se accede mediante una escalinata salen dos chorros de agua de forma continua. Por encima de los chorros está una imagen de la Virgen en una hornacina de bella factura artística.

## Fiestas, devociones y tradiciones
El 15 de agosto se celebra la popular romería de la Virgen de la Braña constituyendo el centro espiritual de las seis parroquias del concejo: Arancedo, La Braña, La Caridad, Miudes, San Juan de Prendonés y Valdepares. También hay gran afluencia de romeros de los concejos colindantes.
La tradición indica que debe llevarse una rama de tejo, «teixo» en Eonaviego adornado con colgantes de caramelos y rosquillas que se pasan por el manto de la Virgen. Los romeros se quedan con el «teixo» como recuerdo de esta fiesta y lo guardan los en sus casas hasta que la sustituyen por la rama del siguiente año.
La fiesta de «las Candelas», que también se celebra en el santuario tiene una gran tradición. A ella acuden los peregrinos con velas encendidas que significan sendas peticiones de favores a la Virgen y que luego son bendecidas.
También es costumbre echar unas monedas al agua de la «Fuente Santa» pidiendo algún favor a la Virgen.